# Campeonato Mundial de Ciclismo em Estrada de 1947
Os Campeonatos do mundo de ciclismo em estrada de 1947 celebrou-se na localidade francesa de Reims a 2 e 3 de agosto de 1947.

## Resultados
| Evento                     | Ouro                            | Ouro       | Prata                   | Prata | Bronze                          | Bronze |
| -------------------------- | ------------------------------- | ---------- | ----------------------- | ----- | ------------------------------- | ------ |
| Provas masculinas          |                                 |            |                         |       |                                 |        |
| Homens - carreira em linha | Theo Middelkamp · Países Baixos | 7h 28' 17" | Albert Sercu · Bélgica  | + 10" | Jef Janssen · Países Baixos     | m.t.   |
| Amador - carreira em linha | Alfio Ferrari · Itália          | 4h 18' 58" | Silvio Pedroni · Itália | -     | Gerard van Beek · Países Baixos | -      |